# Bagadais de Bohême
Le Bagadais de Bohême (en tchèque : Česká bagdeta) est une race de pigeon domestique originaire de la République tchèque. Oiseau de concours et d'expositions, il appartient au groupe des pigeons caronculés.

## Origines
La race est originaire de la Bohême orientale. Ces oiseaux étaient courant autour des villes de Pardubice et Přelouč, dans la région de Pardubice, au XIXe siècle. Elle possède une bonne aptitude pour le vol mais elle est surtout développée pour son apparence. Bien que la race soit ancienne, la création d'un standard national commence tardivement. Au début du XXe siècle, différentes variétés sont exposées lors de concours sous divers noms. L'oiseau était souvent nommé « Indien » ou « Indien de Moravie », alors que la race descendrait d'un pigeon turc. À la suite de la Première guerre mondiale, la race est bien moins présente lors des expositions. C'est en 1925 que le président d'une Association de Colombophilie attire l'attention sur celle-ci et préconise de l'intégrer aux races nationales de caronculés. Le travail sur le standard commence en 1937 et est officiellement reconnu en 1941 sous le nom de Česká bagdeta. 
Son nom officiel en français est Bagadais de Bohême, mais elle est parfois citée sous le nom de Bagadais tchèque,, traduction littérale de son nom en langue tchèque.

## Description

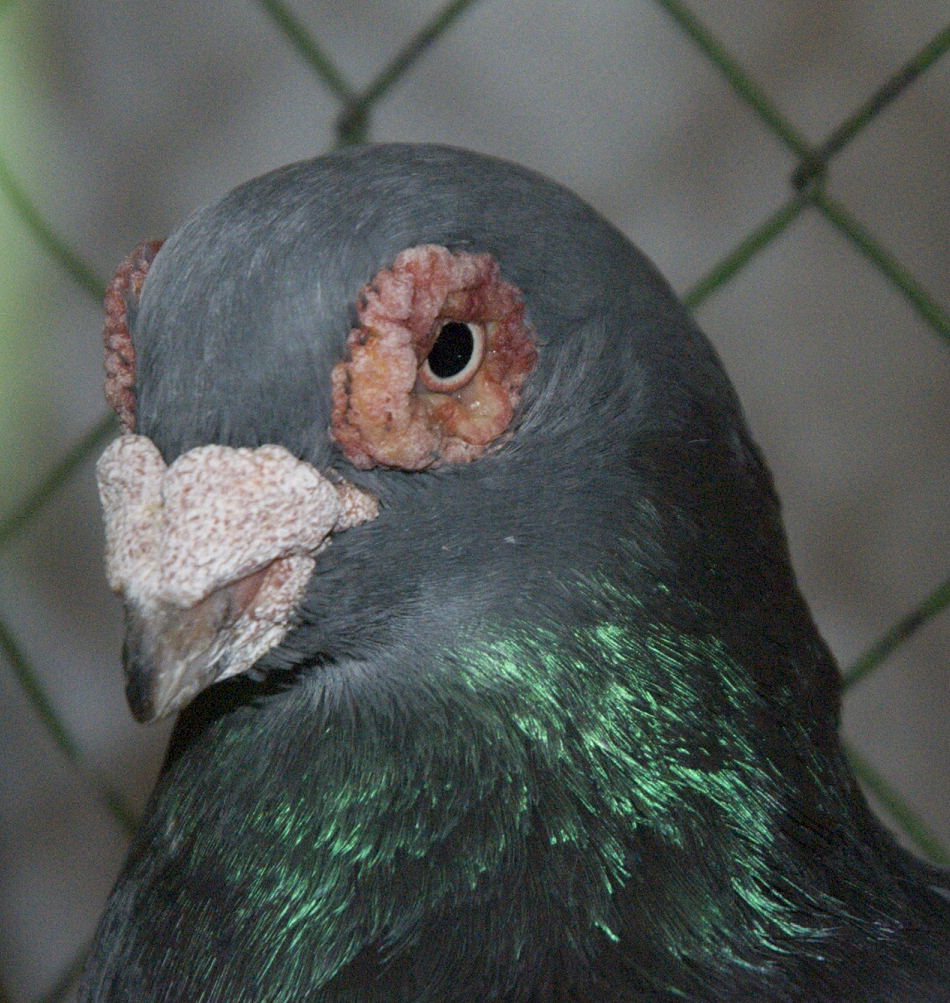
Gros plan sur la tête.

Le Bagadais de Bohême est un pigeon de taille moyenne à la forme d'un pigeon biset. Il a le cou de longueur moyenne, la poitrine large et le dos incliné. Les pattes rouges sont nues. Sa tête est lisse avec une caroncule large et rouge autour d'un œil blanc. La caroncule ne dépasse pas le haut de la tête contrairement aux Barb ou Carrier. Chez les oiseaux blancs, l’œil est noir. Diverses couleurs sont disponibles chez cette race.

## Standard et diffusion
Le standard de la race est géré par la République tchèque (CZ/0110). L'oiseau est bagué avec une bague de 9 mm.
La race est importée aux États-Unis au début des années 1950.